# So Much Fun
So Much Fun è il primo album in studio del rapper statunitense Young Thug, pubblicato il 16 agosto 2019 dal YSL Records, 300 Entertainment e Atlantic Records. L'album contiene i featuring di Future, Machine Gun Kelly, Gunna, Lil Baby, Lil Uzi Vert, Lil Duke, 21 Savage, Doe Boy, Lil Keed, Quavo, Juice Wrld, Nav, J. Cole e Travis Scott.
L'album ha raggiunto la prima posizione della Billboard 200.

## Produzione
Il musicista americano J. Cole è il produttore esecutivo dell'album. Tra gli altri, Thug ha lavorato con Roddy Ricch, 21 Savage e Gunna nelle sessioni di registrazione per l'album.

## Uscita e promozione
So Much Fun è stato originariamente intitolato GOLDMOUFDOG prima che Thug rivelasse il nuovo titolo in un'intervista con Adam22 per il suo canale No Jumper. Thug ha anche annunciato che il titolo dell'album è stato modificato sui social media.
Il 10 agosto 2019, Thug ha annunciato che l'album sarebbe uscito il 16 agosto.

### Singoli
Il singolo principale dell'album, "The London", con J. Cole e Travis Scott, è uscito il 23 maggio 2019. La canzone è stata prodotta da T-Minus. Ha raggiunto il picco al numero 12 della Billboard Hot 100 statunitense.

## Copertina
La copertina dell'album presenta 803 figure di Young Thug in posa per formare il volto del rapper.

## Tracce
1. Just How It Is – 3:27
2. Sup Mate (feat. Future) – 3:58
3. Ecstasy (feat. Machine Gun Kelly) – 2:58
4. Hot (feat. Gunna) – 3:13
5. Light It Up – 3:29
6. Surf (feat. Gunna) – 3:28
7. Bad Bad Bad (feat. Lil Baby) – 2:29
8. Lil Baby – 3:22
9. What's the Move (feat. Lil Uzi Vert) – 4:11
10. I Bought Her (feat. Lil Duke) – 3:22
11. Jumped Out the Window – 3:24
12. I'm Scared (feat. 21 Savage e Doe Boy) – 3:21
13. Cartier Gucci Scarf (feat. Lil Duke) – 3:18
14. Big Tipper (feat. Lil Keed) – 3:43
15. Pussy – 2:21
16. Circle of Bosses (feat. Quavo) – 2:59
17. Mannequin Challenge (feat. Juice Wrld) – 2:42
18. Boy Back (feat. Nav) – 3:23
19. The London (feat. J. Cole e Travis Scott) – 3:20

Tracce bonus comprese nell'edizione deluxe
1. Diamonds (feat. Gunna) – 3:30
2. Hop Off a Jet (feat. Travis Scott) – 2:54
3. Die Today – 3:00
4. Millions – 2:37
5. Hot (Remix) (feat. Gunna & Travis Scott) – 4:39

## Formazione
- Young Thug – voce
- J. Cole, 12Hunna, ATL Jacob, BLSSD, Chef, DJ Durel, DY, Felix Leone, Jayrich Laplaya, Mustard, Nick Mira, Nils, Pi'erre Bourne, Pitt Tha Kid, Prezzley P, Pvlace, Pyrex, Southside, Supah Mario, T-Minus, Wheezy – produzione, missaggio